# Johannetta von Hessen-Rotenburg
Anna Johannetta von Hessen-Rotenburg (* 12. September 1680 auf  Burg Rheinfels; † 28. Mai 1766 in Essen) war eine landgräfliche Prinzessin aus dem Haus Hessen und Pröpstin des Stifts Rellinghausen und des Stifts Essen.

## Leben

### Herkunft und Familie
Johannetta wurde als Tochter des paragierten Landgrafen Wilhelm I. von Hessen-Rotenburg und dessen Gemahlin Maria Anna von Löwenstein-Wertheim (* 1652) geboren. 
Ihre Schwester Marie Eleonore war mit Theodor Eustach Pfalzgraf von Pfalz-Sulzbach verheiratet, Elisabeth Catharina Felicitas heiratete in erster Ehe Franz Alexander von Nassau-Hadamar; in zweiter Ehe war sie mit dem Grafen Anton Ferdinand  von Attems verheiratet. Ernestina war mit dem Grafen Roberto de Villalonga vermählt. Ihr Bruder Ernst II. Leopold folgte seinem Vater als paragierter Landgraf und vermählte sich mit Löwenstein-Wertheim.

### Wirken
1696 erhielt Johannetta  eine Präbende im Stift Thorn in der Provinz Limburg. Obwohl Kaiser Karl VI. ihre Wahl zur Fürstäbtissin unterstützt hatte, unterlag sie ihrer Nichte Franziska Christine von Pfalz-Sulzbach. Später wurde Johannetta dort Küsterin und Dechantin. 1749 verzichtete sie auf ihre Präbende in der Basilika St. Ursula in Köln, in deren Besitz sie seit 1710 war. 1724 wurde im Stift Essen Franziska Christine von Pfalz-Sulzbach zur Äbtissin gewählt, während  Johannetta sich im Jahr zuvor hier präsentiert hatte und aufgeschworen wurde. 1728 wurde sie dann als Kapitularin aufgenommen und 1753 Pröpstin, nachdem sie zuvor 1740 Pröpstin im Stift Rellinghausen geworden war. In dieser Funktion stand sie den Domkapitularinnen vor. 
Johannetta wurde in der Essener Stiftskirche beigesetzt. Sie war im Besitze einer umfangreichen Bibliothek, meist religiöse Literatur. Was sie nicht mehr zu Lebzeiten verschenkt hatte, kam nach ihrem Tode an den Minoritenorden in Maaseik in Flandern.